# NGC 326

NGC 326

NGC 326 هي مجرة تتبع كوكبة الحوت. اكتشفها هاينريش لويس دريست في 24 أغسطس 1865.

## روابط خارجية
- NGC 326 على موقع ويكي سكاي: DSS2, SDSS, GALEX, IRAS, Hydrogen α, X-Ray, Astrophoto, Sky Map, Articles and images